# Jean-Paul Bertrand-Demanes
Jean-Paul Bertrand-Demanes (Casablanca, Marruecos, 13 de mayo de 1952) y es un exfutbolista de origen marroquí y nacionalizado francés, que se desempeñó como portero y que militó toda su carrera en el FC Nantes.

## Clubes
| Club      | País    | Año         |
| --------- | ------- | ----------- |
| FC Nantes | Francia | 1969 - 1987 |

## Selección nacional
Fue internacional con la Selección de fútbol de Francia; en la que jugó 11 partidos internacionales. Participó con su selección, en la copa mundial de Argentina 1978, donde su selección quedó eliminado en la primera fase y peor aún, el propio Bertrand-Demanes se lesionó en la espalda, en la derrota de su selección por 2 a 1, ante el seleccionado argentino, en el Estadio Monumental de Buenos Aires. Por su lesión en la espalda, Bertrand-Demanes fue reemplazado por Dominique Baratelli, en el segundo tiempo del partido ante Argentina.